# Pereza
Pereza est un groupe de rock espagnol, originaire d'Alameda de Osuna, à Madrid. Il comprend Rubén Pozo Prats et José Miguel Conejo Torres artistiquement connu sous les noms de Rubén et Leiva. Le groupe compte six albums, Pereza, Algo para cantar, Animales, Los amigos de los animales, Aproximaciones publié en été 2007, Aviones, publié en août 2009, et une compilation Mama Quiero Ser una Estrella del Rock'n’Roll. Le groupe se sépare en 2012.

## Biographie

### Débuts (2001)
Le groupe est formé en 1998 uniquement dans le but d'enregistrer des reprises du groupe local Leño (Log). Rubén (guitare et chant) jouait dans des groupes locaux comme Buenas Noches Rose et Leiva (basse et chant) avait formé son propre groupe appelé Malahierba. Le batteur Ignacio « Tuli » Villamor rejoint le trio. Pendant leur premier concert à Madrid, ils deviennent le chœur du chanteur de Desperados, Fernando Martín, frère du guitariste Guille Martín.
Un A&R du label RCA Records assistera le groupe et reconnaitra un certain potentiel. Le groupe signe alors un contrat multinational et enregistre et publie son premier album, intitulé Pereza en 2001. La naïveté et l'inexpérience du jeune groupe est évidente à l'écoute de l'album mais il est bien accueilli par la presse. Le groupe soutiendra notamment Porretas, Los Enemigos et Siniestro Total en tournée. Ils participent aussi à quelques compilations. Ils enregistrent une reprise du célèbre générique de la série télévisée pour enfants La Bruja avería pour l'album Patitos feos (2002) dont les fonds sont reversés à la FAPMI (Federación de Asociaciones para la Prevención del Maltrato Infantil).

### Algo para cantar(2003)

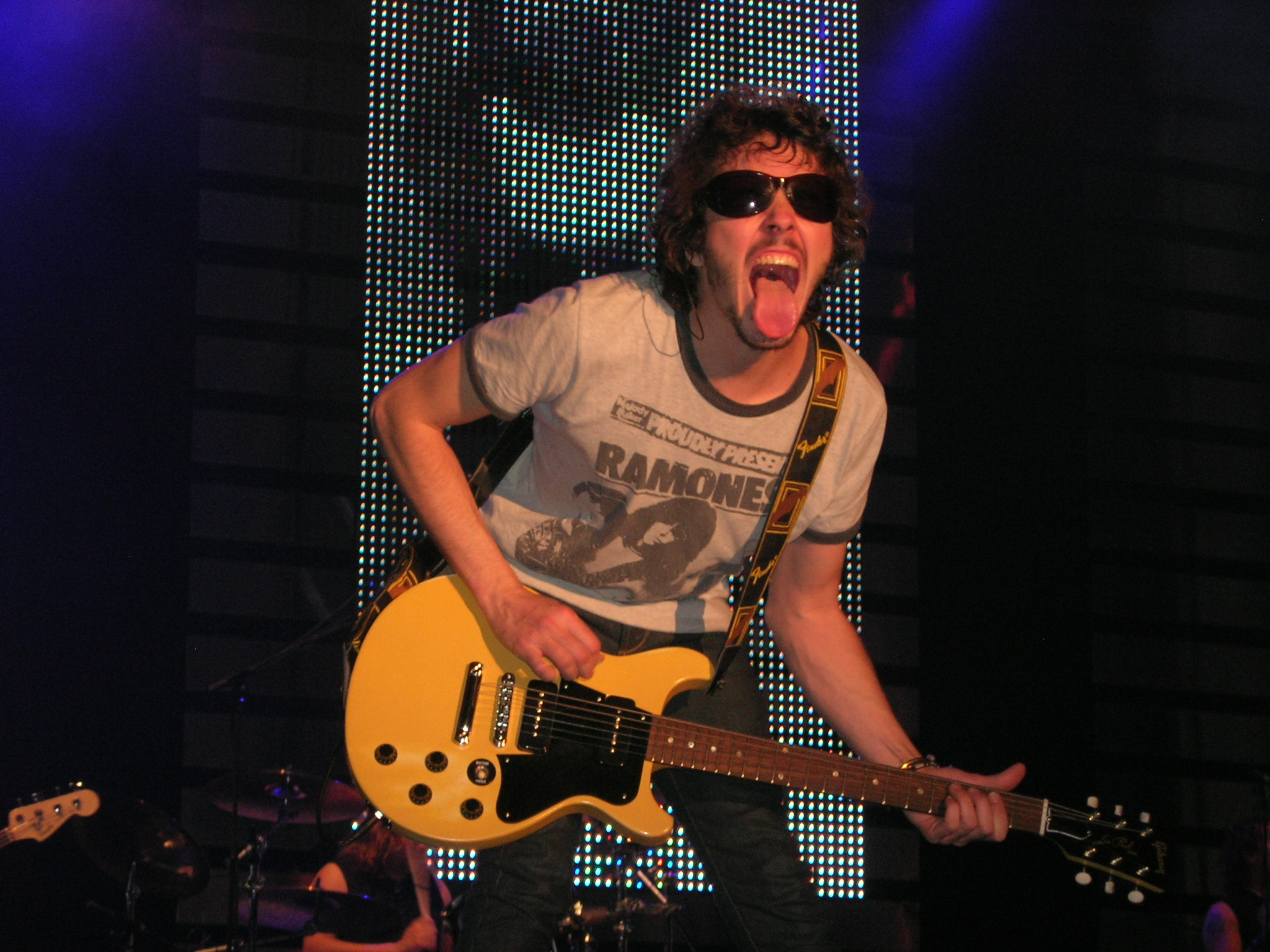
Rubén (guitariste et chanteur), avec Pereza.

Pour leur deuxième album, Algo para cantar (2003), le groupe voit ses deux membres fondateurs assumer le tout. En concert, ils sont rejoints par Rober Aracil à la batterie, et Alfredo « Pitu » Gil à la guitare. Le groupe est désormais consolidé pour ses concerts. Ils considèrent aussi leurs chansons comme désormais plus mature que dans l'album précédent. Le groupe estime avoir joué plus de 200 concerts en soutien à l'album. Ils soutiennent Bon Jovi à leur tournée aux côtés de groupes comme Deluxe, Sidonie, Amaral et Los Piratas.

### Animales(2005)

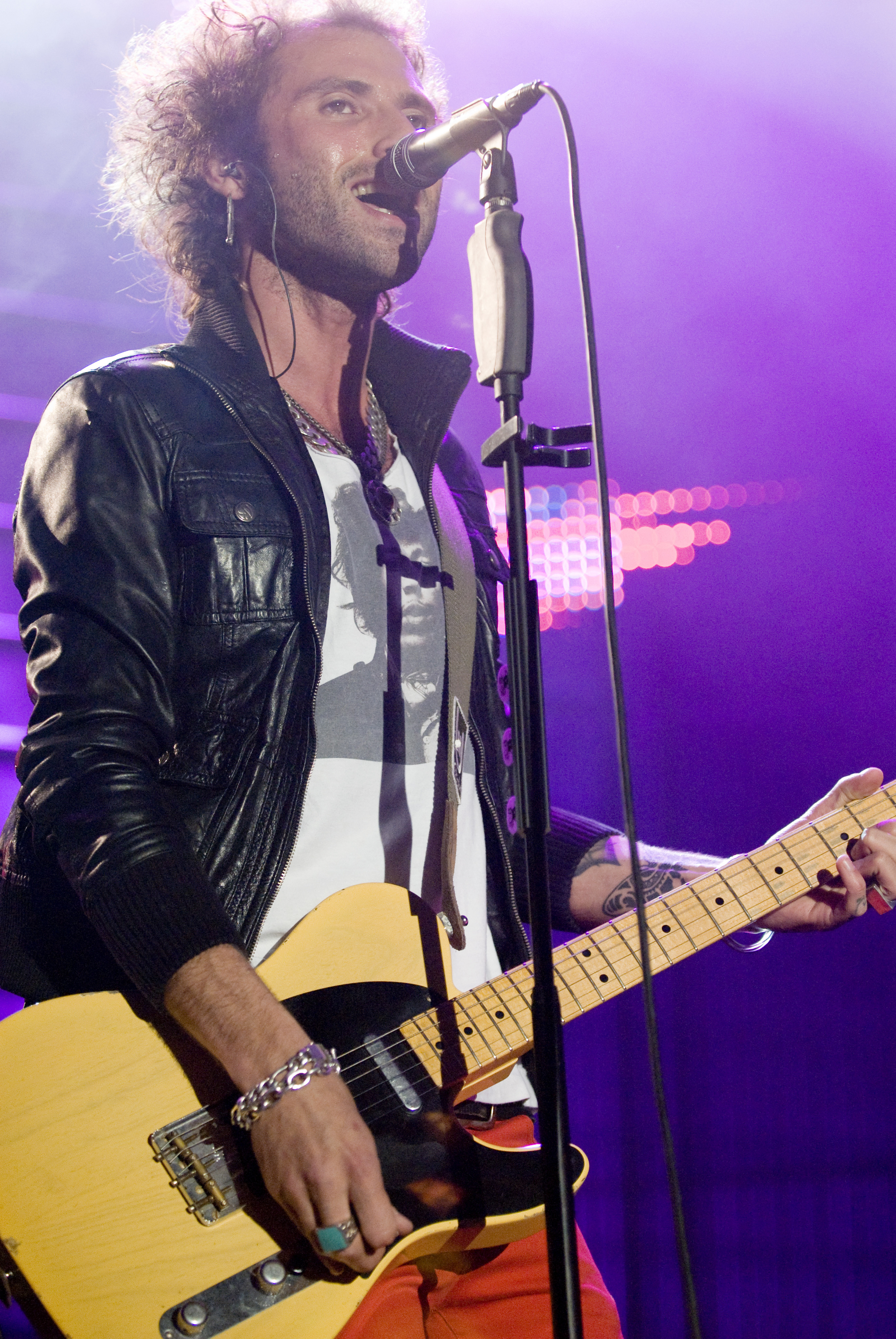
Pereza, le 18 avril 2008.

Le groupe considère encore une fois s'être amélioré avec Animales (2005), qui est produit par Nigel Walker (Bob Dylan, Tom Petty et Aerosmith) et considère également qu'il est un pas en avant dans la reconnaissance de l'espagnol. L'album se caractérise par un son rock et pop. Le single Princesas est joué à la radio.
À la fin 2005, Rubén et Leiva participent à Laboratorio Ñ, un projet organisé par Iván Ferreiro (ex-membre de Los Piratas), Quique González, et Xoel López (Deluxe), et soutenu par la Sociedad General de Autores y Editores (SGAE). Le projet fait participer des musiciens et groupes espagnols et argentins. En 2006, le groupe est nommé aux SGAE Music Awards et aux 40 Principales dans les catégories « meilleur groupe de pop-rock » et « meilleure chanson pop ».

### Amigos de los animales(2006)
Los amigos de los animales est publié en 2006, et comprend plusieurs versions de chansons issues de leur trois premiers albums. Il fait notamment participer Amaral, Pastora, Deluxe, Sidonie, Iván Ferreiro et Quique González. Quelques admirateurs du groupe aussi, comme Enrique Bunbury, Carlos Tarque, Burning, Christina Rosenvinge, Coque Malla, Kevin Johansen et Ariel Rot y participent. Le petit goût flamenco est ajouté par Los Delinqüentes, Alba Molina, et Niño Josele.
Le groupe considère l'album comme le mieux qu'ils puissent faire dans le monde hispanophone. Il est largement bien accueilli par la presse spécialisée en 2007 et nommé aux SGAE Music Awards. Animales se vend à cette période à 80 000 exemplaires. Avant de s'impliquer dans la création d'un nouvel album, Rubén et Leiva collaborent à différents projets. Sur l'album Dúos, tríos y otras perversiones d'Ariel Rot, ils participent à la chanson Canal 69. En juin 2006, ils chantent sur Mueve tus caderas au Teatro Joy Eslava de Madrid avec Burning.
Pendant leur tournée de 200 concerts, ils enregistrent un DVD live au Teatro Tívoli de Barcelone, qui sera publié sous le titre de Barcelona (2006).

### Aproximaciones(2007)
Le groupe publie son nouvel album, Aproximación, en 2007, qui comprend son single-titre. Rubén et Leiva y joue tous les instruments, et l'exception notable de leur collaboration avec l'ancien guitariste des Rolling Stones, Mick Taylor. Désormais, Rubén et Leiva chantent et jouent de la guitare, et le reste du groupe comprend Rober Aracil (batterie), Luismi « Huracán » Ambulante (percussions), Ángel Samos (claviers) et Manuel Mejías (basse).
Les singles de l'album sont Aproximación, Estrella Polar, Tristeza, Por mi tripa et Margot.
Le clip de ce dernier fait polémique car il montre une femme se masturbant dans toute la durée. Le réalisateur de la vidéo, Cristian « Titán » Pozo réplique face à la critique en disant qu'il est possible de voir des images de gens morts à la télévision, mais que se masturber fait partie de la censure.

### Avioneset fin (2009–2012)

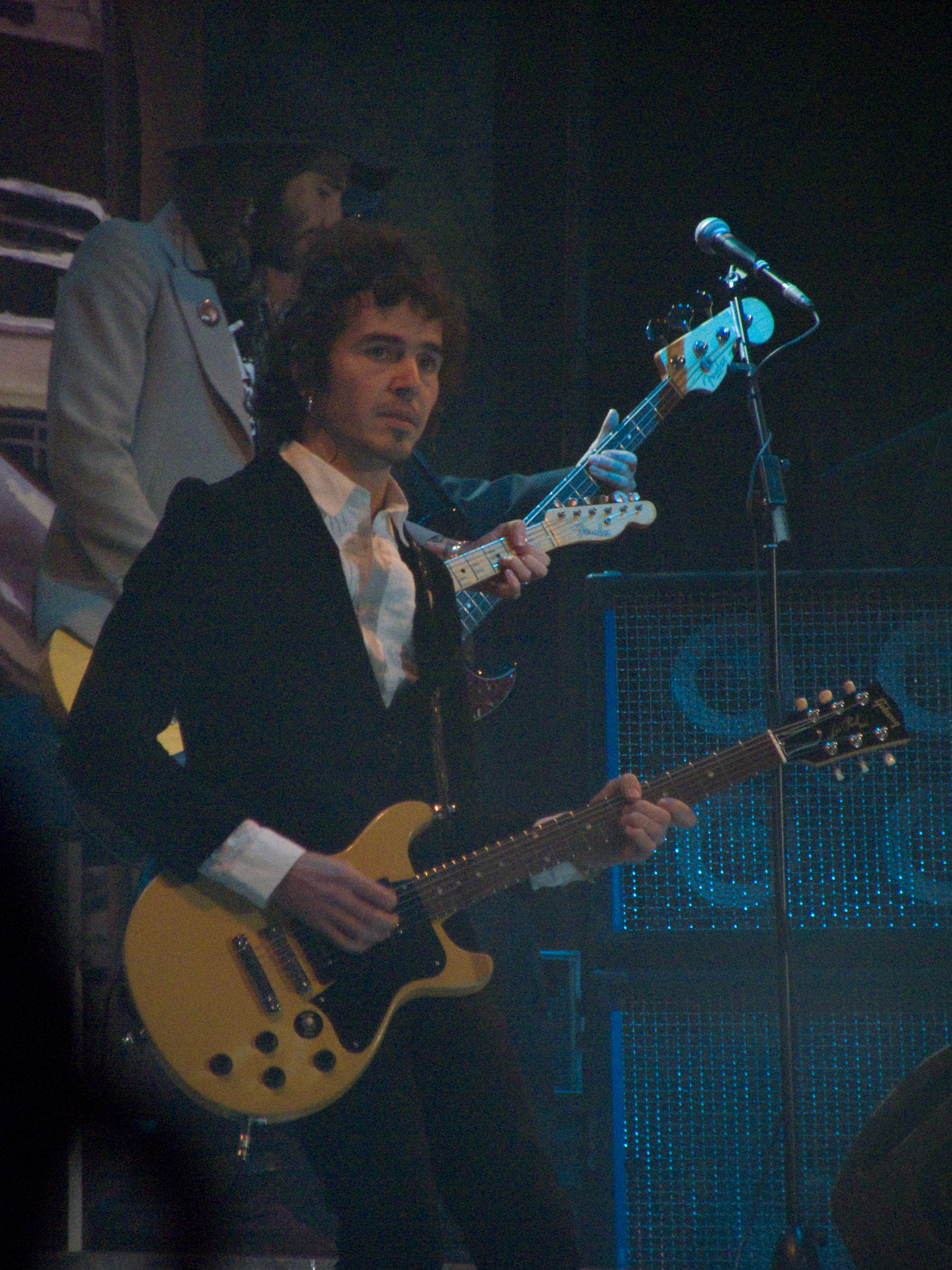
Pereza à la tournée Vinagre y rosas.

Leur dernier album, Aviones, est publié le 26 août 2009 et atteint la première place des classements espagnols. Le premier single est Violento amor. L'album est produit par Rubén et Leiva et distribué par Sony BMG. Il comprend aussi les singles Lady Madrid, Leones et Escupe. Ils collaborent avec Andrés Calamaro sur la chanson Amelie, et Ariel Rot sur Llévame al baile. Il est leur premier album acoustique en date. En 2009, Rubén et Leiva ont aussi produits et arrangés Embustera et Tiramisú de limón, les premiers singles de Joaquín Sabina issus de l'album Vinagre y rosas.
En 2010, le groupe publie le best-of Diez años de Pereza pour fêter ses dix années officielles d'existence. Il se sépare ensuite en 2012.

## Discographie

### Albums studio
- 2001 : Pereza.
- 2002 : Algo para cantar
- 2003 : Algo para encantar (DVD)
- 2004 : Algo para cantar (édition spéciale)
- 2005 : Animales
- 2005 : Princesas, DVD
- 2006 : Los amigos de los animales (+DVD)
- 2006 : Barcelona (DVD+CD)
- 2007 : Aproximaciones
- 2009 : Baires (livre, CD et DVD)
- 2009 : Aviones (+DVD)

### Compilations
- 2010 : Pereza 10 aniversario
- 2013 : Esencial Pereza

### Singles
- 2001 : Horóscopo
- 2001 : Pompa de jabón
- 2002 : Pienso en aquella tarde
- 2003 : En donde estés)
- 2003 : Si quieres bailamos
- 2004 : Pienso en aquella tarde (avec David Summers Rodríguez et Dani Martín)
- 2005 : Princesas
- 2005 : Lo que tengo yo adentro
- 2006 : Todo
- 2006 : Como lo tienes tú
- 2007 : Aproximación
- 2007 : Estrella polar
- 2008 : Tristeza
- 2008 : Por mi tripa
- 2009 : Margot"
- 2009 : Violento amor
- 2009 : Lady madrid
- 2010 : Pirata

### Collaborations et reprises
- 2002 : Voy a pasármelo bien (Voy a pasármelo bien)
- 2004 : No tocarte (Arde la calle. Hommage à Radio Futura)
- 2006 : Mi enfermedad (Calamaro querido! Cantando al salmón)
- 2007 : Canal 69
- 2008 : A un minuto de ti
- 2008 : La Rueda Mágica (No sé si es Baires o Madrid)
- 2009 : Despertame contigo (Todo llegará. Rebeca Jímenez)
- 2009 : Rocanrol Bumerang (Bienvenidos. Hommage à Miguel Ríos)
- 2009 : Tiramisú de limon (Vinagre y rosas)
- 2009 : Embustera (Vinagre y rosas)
- 2009 : Peter Pan (Radio La Colifata presenta a El canto del loco)
- 2010 : Todos se van (On the Rock)
- 2010 : Los divinos (On the Rock)
- 2010 : Los restos del naufragio (Hechizo. hommage à Heroes del Silencio et Bunbury)
- 2011 : Oliver y Benji (avec El Hombre Linterna)
- 2011 : Que hace una chica como tu en un sitio como este (avec Alejo Stivel)